# Chlorothalonil
Le chlorothalonil  pur est une substance cristalline incolore et inodore. Il est utilisé comme pesticide fongicide, en substance active de produit phytosanitaire et également dans les antifoulings. C'est aussi un antigerminatif de contact. 
Il appartient à la famille chimique des organochlorés dérivés du benzène. Il a été interdit par l'Union européenne en 2019 et ne peut plus être utilisé depuis mai 2020.
Une étude de l'Anses révèle en 2023 qu'un de ses métabolites (le R471811) contamine notablement les eaux françaises, celui-ci a été retrouvé à une concentration supérieure à 0,1 µg/L dans 34 % des échantillons d'eau analysés,. Certaines régions sont plus touchées que d'autres (comme la région Hauts-de-France par exemple).

## Règlementation
Sur le plan de la réglementation des produits phytopharmaceutiques :
- pour l'Union européenne : cette substance active est inscrite à l'annexe I de la directive 91/414/CEE par la directive 2005/53/CE.
- pour la France : cette substance active est autorisée dans la composition de préparations bénéficiant d'une autorisation de mise sur le marché. Le seuil a juste été réévalué en juillet 2025 et passe de 0,1 ug à 0,9 par litre presque dix fois plus .

En mars 2019, l'Union européenne n'a pas renouvelé l'autorisation du chlorothalonil, avec un délai de retrait au 20 novembre 2019, et un délai de grâce maximum au 20 mai 2020,.
En décembre 2019, en Suisse, l'Office fédéral de la sécurité alimentaire et des affaires vétérinaires (OSAV) interdit à son tour l'utilisation du chlorothalonil avec effet au 1er janvier 2020. Mais, le 24 août 2020, le Tribunal administratif fédéral oblige l'OSAV à retirer de sa page web sa réévaluation du chlorothalonil. C'est là une mesure provisionnelle, valable jusqu'à décision prise sur le fond pour la validité, ou la non validité, de cette réévaluation.

## Caractéristiques physico-chimiques
Les caractéristiques physico-chimiques dont l'ordre de grandeur est indiqué ci-après, influencent les risques de transfert de cette substance active vers les eaux, et le risque de pollution des eaux :
- Hydrolyse à pH 7 : stable,
- Solubilité : 0,6 mg·l-1,
- Coefficient de partage carbone organique-eau : 1 380 cm3·g-1. Ce paramètre, noté Koc, représente le potentiel de rétention de cette substance active sur la matière organique du sol. La mobilité de la matière active est réduite par son absorption sur les particules du sol.
- Durée de demi-vie : 30 jours. Ce paramètre, noté DT50, représente le potentiel de dégradation de cette substance active, et sa vitesse de dégradation dans le sol.
- Coefficient de partage octanol-eau : 4,38. Ce paramètre, noté log Kow ou log P, mesure l'hydrophilie (valeurs faibles) ou la lipophilie (valeurs fortes) de la substance active.

## Écotoxicologie
Le lecteur doit d'abord se référer à la législation nationale et internationale mise à jour. Sous réserve de changements non encore intégrés dans cet article, sur le plan de l'écotoxicologie, les concentrations létales 50 (CL50) dont l'ordre de grandeur est indiqué ci-après, sont observées :
- CL50 sur poissons : 0,018 mg·l-1,
- CL50 sur daphnies : 7,8 mg·l-1,
- CL50 sur algues : 0,07 mg·l-1.

Il est classé toxique pour les poissons, polluant marin et pouvant causer des effets à long terme sur l'environnement aquatique. Il est cependant utilisé dans certains antifoulings. À partir d'une certaine température ou lors d'incendie, il produit des fumées et gaz irritants ou toxiques, contenant du chlorure d'hydrogène et des oxydes d'azote.
À 20 °C, il est peu volatil dans l'air, mais sous forme particulaire ou mis en suspension par pulvérisation ou dispersion, surtout sous forme de poudre, il peut être inhalé et intoxiquer les humains et les animaux.
Phytopharmacovigilance : L'Anses a publié en 2018 une fiche dédiée à ce pesticide.
Chez les abeilles, le chlorothalonil a aussi été reconnu comme augmentant considérablement les infections par les champignons Nosema ceranae et Nosema apis, qui joueraient un rôle dans le syndrome d'effondrement des colonies.
L'exposition à long terme au chlorothalonil a entraîné des lésions rénales et des tumeurs lors d'essais sur des animaux.

### Contaminants
Les procédures courantes de synthèse du chlorothalonil entraînent souvent une contamination par de petites quantités d'hexachlorobenzène (HCB), qui est toxique. La réglementation américaine limite le HCB dans la production commerciale à 0,05 % du chlorothalonil. Selon le rapport de l'EPA, « l'exposition au HCB du chlorothalonil après l'application ne devrait pas être préoccupante en raison de la faible teneur en HCB du chlorothalonil ». La 2,3,7,8-tétrachlorodibenzodioxine, l'un des cancérogènes les plus puissants connu, est également un contaminant du chlorothalonil.

## Toxicité pour les humains
On manque de données toxicologiques précises concernant l'humain. La dose journalière acceptable (DJA) est aujourd'hui (2006) de l'ordre de : 0,01 mg·kg-1·j-1. Il provoque une sensation de brûlure sur la peau, avec érythème facial et péri-orbital possible, risque d'eczéma de contact (de photosensibilisation et/ou urticaire ?). Selon l'OMS, une exposition chronique ou répétée de la peau peut causer une dermatite et une sensibilisation cutanée. Une dermite irritative peut survenir pour des concentrations à peine supérieures à 0,01 %[précision nécessaire][réf. nécessaire].
Les yeux rouges, irrités et des troubles de la vue surviennent en cas de contact avec l'œil. Des douleurs au ventre et une sensation de brûlure apparaissent en cas d'ingestion. Des effets sur les reins et les voies digestives peuvent survenir.
La base de données TELETOX (Base de données des produits phytosanitaires) rappelle qu'en raison des solvants organiques qui lui sont toujours associés, des troubles de la conscience, ou une pneumopathie peuvent survenir après inhalation. Une urticaire de contact et une réaction anaphylactique généralisée (œdème de Quincke accompagnée de laryngospasme et dyspnée) apparues quelques minutes après l'inhalation sont aussi signalées par TELETOX pour un cas.
Selon l'agence américaine EPA, il a été classé en 1999 dans la catégorie B2 des « probables cancérogènes » pour l'humain,.
Selon le Centre international de recherche sur le cancer CIRC, la qualification dans la catégorie 2B signifie qu'une substance est "peut-être carcinogène". Il est utile de rappeler ici que cette catégorie contient actuellement 313 agents "possibles carcinogènes", comme les extraits de feuilles de l'Aloe vera, alors que c'est la catégorie 2A qui contient 88 agents « probablement carcinogènes », comme le glyphosate. La catégorie 1 contient les 120 agents certainement carcinogènes.
Syngenta a intenté une action en justice pour empêcher les autorités sanitaires suisses de communiquer au sujet de métabolites du chlorothalonil détectés en fortes concentrations dans les eaux souterraines servant à approvisionner des centaines de milliers de Suisses en eau potable. Le tribunal a initialement interdit aux autorités sanitaires suisses de communiquer avec le public sur les dangers posés par certains de ces métabolites, mais a finalement débouté la compagnie et a légitimé la Confédération à émettre des directives sur la concentration maximale acceptable dans les eaux potables .
En France, un rapport de l'ANSES publié fin avril 2024,, préconise de déclasser le métabolite R471811 des molécules à rechercher dans les EDCH (Eaux Destinées à la Consommation Humaine). En effet, l'agence n'a pas été en mesure de préciser une valeur maximale autorisée pour le moment en l'état de ses recherches.
Le traitement des eaux contaminées par les métabolites du chlorothalonil pose des difficultés : les techniques d'adsorption sur charbon actif et les procédés membranaires, tels que l'osmose inverse et la nanofiltration, sont parmi les technologies les plus efficaces pour éliminer les métabolites, mais elles augmentent fortement le cout du traitement de l'eau.
À la suite de la publication de l'avis de l'ANSES, la préfecture de la Vienne a abrogé deux arrêtés qui avaient augmenté la concentration maximale autorisée des métabolites dans les eaux distribuées et enjoint les producteurs d'eaux a mieux contrôler ces derniers.
En région Île-de-France, l'usine de traitement des eaux de Méry-sur-Oise possède une filière membranaire qui permet d'obtenir de bons résultats pour le filtrage du chlorothalonil et des métabolites,.

## Codes de classement
N° ICSC  : 0134
N° ONU   : 2588
Sa Classe de danger ONU est 6.1 ; il ne doit pas être transporté ou stocké avec des aliments ou produits alimentaires. Il est classé « polluant marin » (marine pollutant). Le symbole Xn doit figurer sur le contenant. L'OMS donne la consigne d'éviter la dispersion de poussières, d'éviter tout contact avec le produit, tout particulièrement pour les enfants et adolescents.